# Hinton St George
Hinton St George è un villaggio e parrocchia civile dell'Inghilterra, appartenente alla contea del Somerset.